# 幸せになりたい (アルバム)
『幸せになりたい。』（しあわせになりたい。）は、JIGGER'S SONのアルバム。題名は句点を付すのが正しい。

## 概要
前作まではアマチュア時代からの楽曲が多数を占めていたが、本作では「全て新曲で」と最初から決めて制作を開始。録音は山中湖のスタジオにて合宿したが歌詞が難航し、オケ完成後に言葉をはめ込む作業が続いた。
それまで見せていなかったバンドの多面性を打ち出そうと、シニカルな歌詞や遊び心あるアレンジを特に後半に集めている。また、管楽器を始めとしたゲストミュージシャンを本格的に迎えた最初の作品で、吉川忠英、水江洋一郎、溝口肇ら豪華なゲストも参加。
ジャケットはメンバーと当時の所属事務所スタッフとで撮影。初回プレス盤には1993年4月3日の新宿日清パワーステーションでのライブテイク「大丈夫」を収めた8cmCDが特典として封入された。

## 収録曲
全曲作詞：坂本さとる / 作曲：坂本さとる (M-7除く)
編曲：JIGGER'S SON & 守時龍巳 (M-11除く)
1. ココア
2. 雪
前曲と間隔を空けずに始まる。詞に「幸せになりたい」の一節がある隠れタイトル曲[3]。
3. 街で会おうよ
先行シングル曲。
4. 迷える子羊
ライブの定番曲。宗教を通した幸せを皮肉って描いており、さとる曰く「大好き」「墓まで持っていく」[4]。
5. 君が降らせた雨
ファンとの関係をテーマにした歌[3]。
6. さようなら
7. 美人
作曲：坂本さとる・渡辺洋一
8. 半分残そう
9. 少年に大志を 故郷に錦を
メンバー全員がボーカルを担当する自己紹介曲。後半突如始まる渡辺による唱歌のようなパートは「北海エレジー」として後年リメイクされた[5]。
10. 4つの約束
11. 寝顔
編曲：守時龍巳